# Stade du Thillenberg
Stade du Thillenberg – stadion piłkarski w Differdange, w Luksemburgu. Został otwarty w 1922 roku. Może pomieścić 6300 widzów. Do 2003 roku swoje spotkania rozgrywali na nim piłkarze klubu Red Boys Differdange, następnie, do 2012 roku, gospodarzem obiektu był FC Differdange 03.
Stadion został otwarty w 1922 roku. Niedługo po otwarciu przeszedł rozbudowę, zakończoną w 1925 roku. Od początku swojego istnienia stadion był domową areną klubu Red Boys Differdange. Zespół ten sześciokrotnie, w latach 1923, 1926, 1931, 1932, 1933 i 1979, zdobywał mistrzostwo Luksemburga. W 2003 roku Red Boys Differdange połączył się z AS Differdange, tworząc nowy zespół, FC Differdange 03, który odtąd był gospodarzem stadionu. W 2012 roku FC Differdange 03 przeniósł się na nowo wybudowany Stade Municipal de la Ville de Differdange. Okazjonalnie Stade du Thillenberg wciąż jeszcze wykorzystywany jest przez FC Differdange 03, jak również przez inną drużynę, CS Oberkorn. W 2018 roku obiekt został uznany za zabytek.
Stadion w swojej historii gościł także mecze w ramach europejskich pucharów, drużynami przyjezdnymi były m.in. AC Milan, Olympique Lyon czy Ajax Amsterdam. Na obiekcie grywała ponadto piłkarska reprezentacja Luksemburga, głównie rozgrywając na nim jednak spotkania z reprezentacjami „B” innych krajów. Jedynym w pełni oficjalnym spotkaniem reprezentacji był mecz z Niemcami 26 marca 1939 roku, wygrany przez gospodarzy 2:1. Jest to jak dotąd (2021) jedyne zwycięstwo reprezentacji Luksemburga nad Niemcami w historii.
Stadion posiada niedużą, zadaszoną trybunę główną po stronie północnej oraz znacznie większą, rozciągającą się na całą długość boiska terasową trybunę z miejscami stojącymi po przeciwległej stronie. Obiekt wyposażony jest w maszty oświetleniowe. Pojemność areny szacowana jest na 6300 widzów.